# Lori à bandeau rouge
Glossopsitta concinna
Espèce
Statut de conservation UICN

 LC  : Préoccupation mineure
Statut CITES
Le Lori à bandeau rouge (Glossopsitta concinna) ou Loriquet musqué, est une espèce d'oiseau appartenant à la famille des Psittacidae.

## Description
Cet oiseau mesure environ 22 cm. Son bec est noir avec l'extrémité de la mandibule supérieure marquée d'orange. L'avant de la calotte est rouge (d'où l'un de ses noms spécifiques) et l'arrière bleu. Le corps est vert brillant avec une bande jaune sur les ailes. Les iris sont blancs et les pattes grises.
Cette espèce ne présente pas de dimorphisme sexuel très net, cependant le bleu de la calotte est plus clair et moins étendu chez la femelle.

## Répartition
Il habite le sud de la partie centrale et l'est de l'Australie, y compris en Tasmanie et sur l'île Kangourou.

## Habitat
Le Lori à bandeau rouge peuple les savanes arborées et les ripisylves.

## Comportement
Cet oiseau se déplace en grandes bandes, souvent en compagnie de la Perruche de Latham. Ces mouvements sont plutôt réguliers et liés à la floraison des arbres.

## Reproduction
Cet oiseau se reproduit surtout d'août à janvier. Le nid est généralement établi dans le creux d'un eucalyptus au bord d'une rivière. La couvée est de deux œufs couvés par la femelle pendant environ 23 jours. Les jeunes restent au nid pendant six semaines environ.

## Galerie

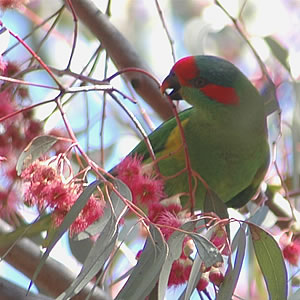
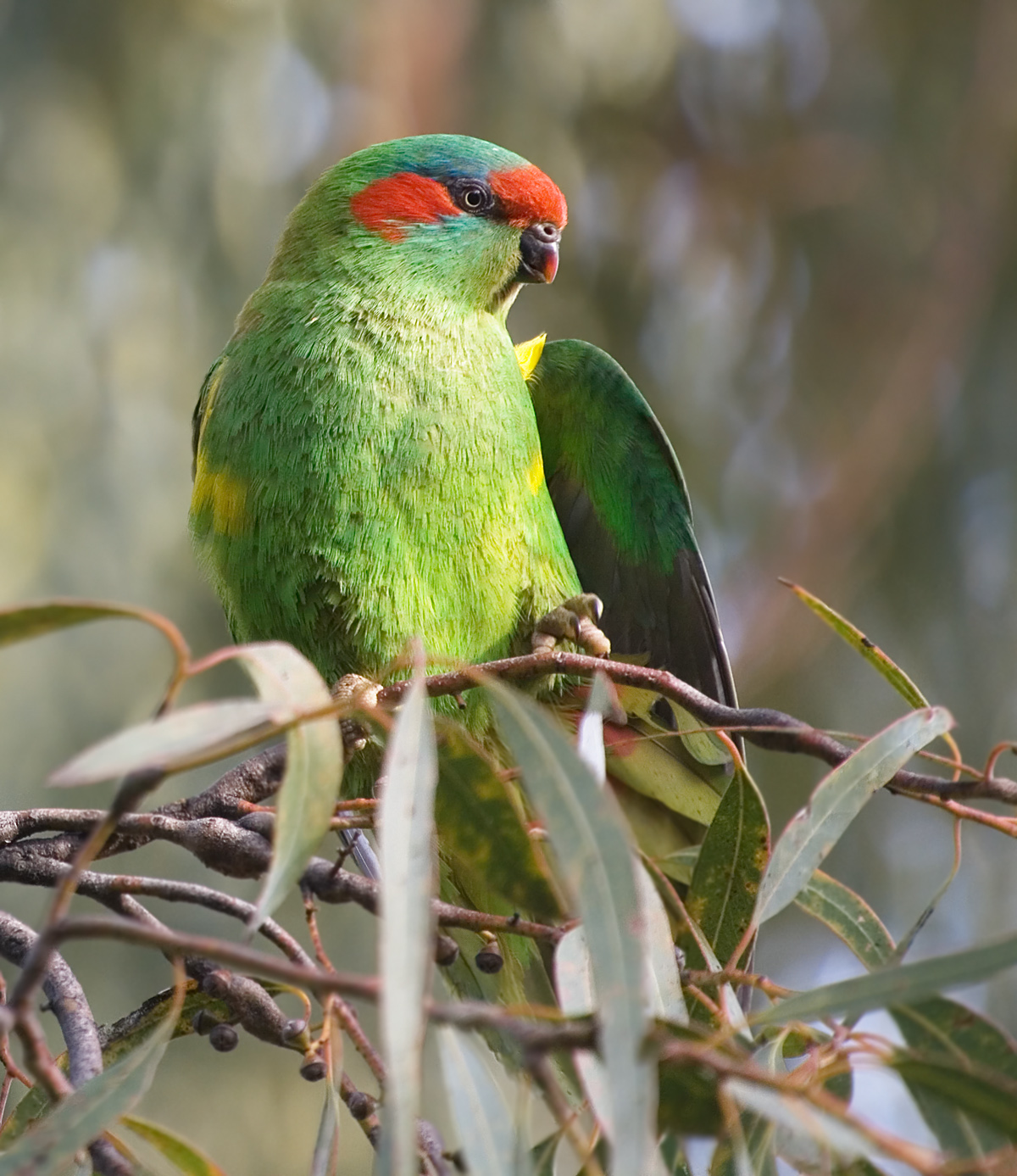